# ABBA

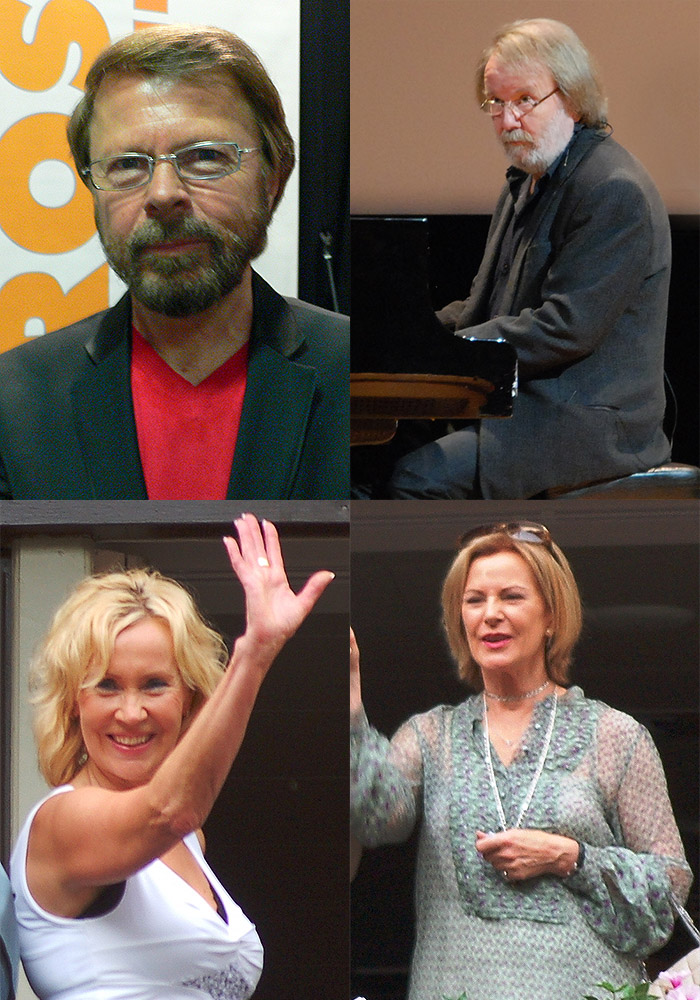
ABBA乐队的四名成员，從左上按順時針順序：比約恩·奧瓦爾斯、班尼·安德森、安妮-弗瑞德·林斯塔德、昂內塔·費爾特斯科格
（攝於2007年）

ABBA（乐队回文标志：ᗅᗺᗷᗅ，中文：阿巴）是一隊瑞典四人流行樂團。字母缩写（ABBA）源自于乐队成员姓名的首字母（字母的排列顺序并无规定），少数时候被记为Abba。在1976年以前的乐队宣传材料中，乐队标志中的第一个“B”字母就已经被反转过来了，成為回文標誌。乐队在1970年前後重組，乐队成员是昂內塔·費爾特斯科格（Agnetha Fältskog）、比約恩·奧瓦爾斯（Björn Ulvaeus）、班尼·安德森（Benny Andersson），及安妮-弗瑞德·林斯塔德（Anni-Frid Lyngstad；绰号"Frida"）。他们凭借歌曲《滑铁卢》（Waterloo）在1974年歐洲歌唱大賽中获胜，他们从此广泛地为人所知。ABBA曾於1982年解散，後於2016年合體至今。經典名曲包括《Gimme! Gimme! Gimme!》、《媽媽咪呀》（Mamma Mia）和《舞后》（Dancing Queen）。

## 前缘
班尼·安德森是乐队Hep Stars的成员，Hep Stars是一支瑞典的摇滚乐及流行乐乐队，在20世纪60年代这支乐队在瑞典极受欢迎。那时，这支乐队效仿美国和英国的多支乐队，例如：Herman's Hermits、The Who和滚石乐队。这支乐队拥有大量歌迷，尤其是少女。这段时间，在比约恩·奥瓦尔斯负责一支噪音爵士乐乐队——Hootenanny Singers，与Hep Stars相比，这是一种更为柔和且易于为人接受的音乐。然而，这两名歌手有许多接触的机会。久而久之他俩发现彼此有许多共同之处，而且决定一同写歌。他们合作的成果之一是单曲《Isn't It Easy To Say》，这首单曲受到人们的喜爱，比约恩有时也作为客人跟随Herman's Hermits乐队巡演。当时有人甚至提议两支乐队合并，但是这事最终没有达成。取而代之的是，Hep Stars的经理斯蒂格·安德森，看中了班尼与比约恩合作的巨大潜力。斯蒂格·安德森鼓励他俩写出更多地歌曲，以及一同录制唱片，最终，他俩发行了一张名为《Lycka》（意为“幸福”）的唱片。
这时的昂内塔·费尔特斯科格是一位时尚人物，因在瑞典戏剧《万世巨星》中扮演抹大拉的马利亚的角色而为公众所关注。昂内塔撰写和演唱的轻流行歌曲，她的歌曲充满了“施拉格”风格，成为当时电台点播率最高的歌曲。之后，昂内塔继续广场戏剧的巡演，这是当时巡演的主要戏剧。一如上天安排，她恰巧在广场演出的过程中遇到Hep Stars的巡演，而后，她与比约恩相遇并双双坠入爱河。他们于1971年结婚，作为瑞典名人的婚礼。所以他们的婚礼被大加宣传。
安妮-弗瑞德·林斯塔德曾是一名家庭主妇，她在酒店做兼职歌手。她决定参加演唱比赛，最终她赢得奖杯。那个特殊的夜晚，瑞典将道路行驶规则由左侧行驶转为右侧行驶。电视台播放许多大型表演以鼓励人们待在家里。结果，安妮被邀在电视上演唱她的获胜歌曲。这次电视露面，使她第一次为大众所关注，因此，她的音乐生涯从此开始起飞。不久以后，班尼·安德森注意到她，二人又不可避免的在广场巡演中相遇。他们成为情人，并且班尼邀请安妮与昂内塔一同在唱片《Lycka》里面演唱背景声音。这两位女士的工作并未受到关注。

## 早期经历
在1970年代初，虽然Björn已经与Agnetha结婚，但他们仍在追寻了自己独立的音乐道路。不管怎样，Stig（Hep Stars的经理——Stig Anderson）野心勃勃，决定了闯入主流的国际市场——让瑞典现代艺术完成一个前所未有的创举。结果，他鼓励了Björn与Benny合作为1972年歐洲歌唱大賽（Eurovision Song Contest）写一首歌，由Lena Anderson来演唱。虽然，歌曲《Say It With a Song》，只在这次比赛中获得第三名，但在全国音乐榜中成绩不俗，这使Stig深信他做出了正确的选择。
Björn和Benny继续创作有打榜歌曲，尝试新的声音和编曲方式，他们在日本开始获得一些成功。他们合作的歌曲《People Need Love》因其富有特色的客串女声，而区别于他们以前的作品。每个人都觉得这首歌非常好，而且是新的音乐形式，于是，Stig决定单独发行这首歌曲。这张唱片署名为“Björn & Benny, Agnetha & Anni-Frid”。尽管这首歌只在榜单里冲进到中间位置，但是这已足够使他们确信——他们正在向一个目标迈进。
第二年，乐队决定再次冲击欧洲电视网歌曲比赛，这回他们带来的是新曲《Ring, Ring》。这次的录音工作由Michael B. Tretow操刀，Michael被允许与Phil Spector合作，尝试一些新东西如音效（wall of sound）。结果录制出全新ABBA音乐。为了比赛，Stig让Neil Sedaka整理了歌词的英语翻译，他们都觉得这次必将取胜。不过，事与愿违——他们又没有获胜，再次沦为第三。然而，这支乐队仍旧决定以《Ring, Ring》为名称发行这张唱片，并且再次使用了那个拗口的署名难记的名字“Björn, Benny, Agnetha & Frida”。唱片的反应很好，单曲《Ring, Ring》在欧洲的许多国家打榜夺冠，但是Stig认为，英国和美国的榜单冠军才是真正的成功。这段时间里，Stig在私下与公开的场合的谈话中使用了“ABBA”这一名字，他受够了那个拗口的署名。这件事起初被当作玩笑，因为ABBA是瑞典的一家有名的鱼肉罐头公司的商标。不过，那时的鱼肉罐头公司在瑞典以外並不知名，Stig感觉这个名字适合国际市场，于是，就正式启用了ABBA这一称呼。

## 夺冠之后
1974年，ABBA决定再次冲击歐洲歌唱大賽冠军，从英国正在发展的华丽摇滚（Glam Rock）中得到灵感，创作了一些如Wizzard的《See My Baby Jive》那样的音乐。而后，他们投入到《Waterloo》（《滑铁卢》）的创作中——这是一支真正意义上的华丽流行音乐。 再次使用音效设备，并仍由Michael B. Tretow操刀。这次，他们为比赛作好了精心的准备，并且在演出同时这张唱片已经被带到英格兰的布赖顿，并做好了销售准备。这回他们没有错，这首歌轻而易举的胜出，同时，这个乐队也给英国人留下了深刻的印象。这回他们有了一个易记的名字——ABBA——人们争相购买《Waterloo》。
这首歌成为乐队在英国乐坛的第一支冠军歌曲。同时也是他们第一次打入美国市场，在那里他们也获得了不错的成绩。不过，维持这样的势头看上去有些困难，因为接下来的单曲远没有《Waterloo》那样优秀，部分的原因是：他们把《Waterloo》做得太好，以至于无法超越。同时还因为其它的歌曲不再像《Waterloo》拥有强烈风格。（但毫无疑问，他们后期的作品都是由这一时期的作品衍生而来。）峰回路转，Agnetha写作的单曲《S.O.S》使ABBA再次打入英国音乐榜的前十。这次的成功，巩固了乐队在英国乐坛的地位，而不再是只有一首成名曲的乐队（one-hit wonder）。
他们的事业在1975年开始起飞，他们的每首单曲都十分动听，并且一次次的赢得音乐榜冠军，这其中包括著名的歌曲《Mamma Mia》。乐队甚至得到了令人骄傲的头衔——Greatest Hits（最伟大的音乐榜冠军）紧接着，他们的音乐巅峰时代随着唱片《1976》的发行而到来。这张唱片比其他的任何唱片都要完美，在音乐创作和录音方面，这张唱片都达到音乐创作的新高度。唱片中的许多音乐打榜成功，这包括《Knowing Me，Knowing You》、《Fernando》以及使ABBA功成名就的打榜歌曲《Dancing Queen》。一系列的成功使乐队财源广进。这时的ABBA在英国和澳洲极受欢迎，但在美国市场仍旧反应平平。《Dancing Queen》是ABBA乐队在美国唯一的一支冠军歌曲。
这一时期的ABBA代表着欧洲的流行文化，并且开始被大量的乐队效仿，如Brotherhood of Man和之后的Bucks Fizz人们觉得模仿ABBA的声音以及2女2男的组合形式是在欧洲电视网歌曲竞赛中获胜的关键，在Brotherhood of Man（于1976年胜出）和Bucks Fizz（于1981年胜出）成功之后，人们似乎找到了取胜之道——模仿ABBA。与此同时，ABBA也没有停步，在随后的唱片《Arrival》和1977年的新专辑《Abba - The Album》（同时还发行了与这张专辑相配套的澳洲巡演纪录电影—《Abba - The Movie》）。尽管《Abba - The Album》比《Arrival》更为完美，但在评论界却未受好评。不过，歌曲仍旧继续榜上有名，《Take a Chance On Me》、《Thank You For the Music》和《Name of the Game》都进入榜单前几名。

## 起起落落
1978年的专辑《Rise and fall》同样极受欢迎。他们在斯德哥尔摩新建了一所设备先进的艺术工作室，许多乐队都在这里录制过他们的音乐，例如齐柏林飞船的《In Through the Out Doo》。ABBA在专辑《Voulez-Vous》里的冠军单曲《Summer Night City》中加入了迪斯科音乐。在他们全身心的投注于美国市场的同时，ABBA的专辑在欧洲市场的销量开始下滑，但这些专辑中的许多歌曲依旧打榜成功，如《Gimme, Gimme, Gimme》（中文翻唱为《恼人的秋风》）、《Voulez-Vous》、《Chiquitita》和《I Have a Dream》，但是随着朋克（Punk）音乐和英国新浪潮运动的发展，人们感觉ABBA的音乐已经不再是主流，甚至有些过时。
ABBA于1979在美国巡演，受到大量热情歌迷的欢迎，但是美国的成功对乐队来说显得微不足道，而且来得太晚。他们的下一张专辑《Super Trouper》（1980年发行）依旧达到了可观的销量，但这支乐队的音乐听起来似乎不再那么让人印象深刻了。为了反击这一观点，ABBA在随后的专辑《The Visitors》（1981年发行）显示了娴熟的歌曲写作技巧并表达了深刻的感情——这在他们早期的作品中是不多见的。《The Visitors》的主打歌曲提出了一个主题——持续秘密集会来反对法西斯式独裁统治，其他歌曲涉及的主题包括衰老、丧失清白、一个人的童年成长经历等等。其他的欧洲式的轻流行乐与ABBA相比，都差距甚远，但是张专辑朗朗上口的曲调掩盖了它本身的深刻内涵。
尽管ABBA的人气逐渐下滑，但是这支乐队在20世纪80年代早期仍然有着众多听众，但是也许是由于不确定的个人原因所致，这支两个家庭组成的乐队逐渐的分裂。当时，他们两组分别进行私人或商业的演出。在导致他们分别录制了两张专辑。不管怎样，歌曲如《Winner Takes it All》和《One Of Us》让人们多少看到了乐队成员所面临个人问题。当时，一个未被证实的消息宣称，乐队决定在1982年最终解散。《Visitors》是真正意义上的这支乐队的最后一张唱片。1982年夏，Björn和Benny决定以《ABBA - The First Ten Years》为名称发行双专辑，并在其中收录了两首未发布的歌曲。这支乐队的最后一支歌曲是《The Day Before You Came》。在此之后还发行了一些合集、再版专辑和现场录音。
2021年9月初，ABBA宣布會於當年11月推出新专辑Voyage，同时宣布2022年5月27日将在伦敦搭建的场馆举办虛擬演唱会。

## 时尚与录影带
ABBA因他们的多彩的服饰和音乐录影带而著名（70年代流行的代表），ABBA的全部录影带均由Lasse Hallström执导，例如《Abba - The Movie》。ABBA做录影带，是因为他们的音乐很好的与录影带相协调，这种做法在许多国家产生了不小的冲击。其中的一些录影带成为了经典。例如《Knowing Me, Knowing You》的录影带戏剧性的在BBC喜剧节目《Not the Nine O'Clock News》中播出。歌曲《Knowing Me, Knowing You》的标题也被作为BBC讽刺谈类话节目的节目名称。明星Steve Coogan像Alan Partridge一样，每次进入ABBA的录音棚时都要惊呼“Aha!”，这也成为了他们的一首歌最初的歌名。

## 单曲目录

### 解散前
这个目录仅收录了1972－1983年间，北极音乐公司（Polar Music）在北欧地区发行的ABBA的单曲。但也许各国的曲名不尽一致，请查阅您所在的国家的ABBA网站或单曲目录。
- People Need Love/Merry-Go-Round (1972)
- He Is Your Brother/Santa Rosa (1972)
- Ring Ring [Swedish Version]／Åh, vilka tider (1973)
- Ring Ring [English Version]／She's My Kind Of Girl (1973)
- Love Isn't Easy (But It Sure Is Hard Enough)/I Am Just A Girl (1973)
- Waterloo [Swedish Version]／Honey, Honey [Swedish Version] (1974)
- Waterloo [English Version]／Watch Out (1974); #1 UK, #6 US
- Honey, Honey/King Kong Song (1974); #27 US
- So Long/I've Been Waiting For You (1974)
- I Do, I Do, I Do, I Do, I Do/Rock Me (1975); #38 UK, #15 US
- SOS/Man In The Middle (1975); #6 UK, #15 US
- Mamma Mia/Intermezzo No. 1 (1975); #1 UK, #32 US
- Fernando/Hey, Hey Helen (1976); #1 UK, #13 US
- Dancing Queen/That's Me (1976); #1 UK, #1 US
- Money, Money, Money/Crazy World (1976); #3 UK, #56 US
- Knowing Me, Knowing You/Happy Hawaii (1977); #1 US, #14 US
- The Name Of The Game/I Wonder (Departure) (1977); #1 UK, #12 US
- Take A Chance On Me/I'm A Marionette (1978); #1 UK, #3 US
- Eagle/Thank You For The Music (1978)
- Summer Night City/Medley: Pick A Bale... (1978); #5 UK
- Chiquitita/Lovelight (1979); #3 UK, #29 US
- Does Your Mother Know/Kisses Of Fire (1979); #4 UK, #19 US
- Voulez-Vous/Angeleyes (1979); #3 UK, #80 US
- Gimme! Gimme! Gimme!/The King Has Lost His Crown (1979); #3 UK
- I Have A Dream/Take A Chance On Me (live version) (1979); #2 UK
- The Winner Takes It All/Elaine (1980); #1 UK, #8 US
- Super Trouper/The Piper (1980); #1 UK, #45 US
- One Of Us/Should I Laugh Or Cry (1981); #3 UK, #107 US
- Head Over Heels/The Visitors (Crackin' Up) (1982); #25 UK
- The Day Before You Came/Cassandra (1982); #32 UK
- Under Attack/You Owe Me One (1983); #27 UK

### 重組後
- I Still Have Faith In You/Don't Shut Me Down (2021); #14 UK

## 音樂作品

### 正規專輯
- Ring Ring (1973)
- Waterloo (1974); #28 UK, #145 US
- ABBA (1975); #13 UK, #174 US
- Arrival (1976); #1 UK, #20 US
- Abba - The Album (1977); #1 UK, #14 US
- Voulez-Vous (1979); #1 UK, #19 US
- Super Trouper (1980); #1 UK, #17 US
- The Visitors (1981); #1 UK, #29 US
- Voyage (2021); #1 UK, #2 US

### 精選輯
- Greatest Hits (1975); #1 UK, #48 US
- Greatest Hits Vol 2. (1979); #1 UK, #46 US
- The Singles (1982); #1 UK, #62 US
- Thank You for the Music (1983); #17 UK
- Gold - Greatest Hits (1992); #1 UK, #63 US
- More ABBA Gold - More Abba Hits (1993); #13 UK
- The Definitive Collection (2001); #17 UK, #186 US

### 實況專輯
- Live (1986)

## 解散之后
Björn和Benny为在西區劇院演出的音乐剧《棋局》写了音乐（歌词作者是Tim Rice）。这出音乐剧在1984年开始上演，一直演了三年。Björn和Benny受到英国70年代的名作曲家安德魯·洛伊韋伯的影响，过去总想单独写一出音乐剧。他们的第一次尝试是1977年的Abba的舞台表演的一部分，这出所谓的“迷你音乐剧”——《The Girl with The Golden Hair》——如果只拿出这部音乐剧的一部分来看，那么它几乎就是《Abba - The Movie》的一部份，同时，其中的一些音乐也与专辑《The Album》里面的一些歌曲类似。Björn和Benny与Lars Rudolfsson合作，又开始创作音乐剧《Kristina från Duvemåla》（基于瑞典小说家Vilhelm Moberg的作品《Mamma Mia》而创作），这部歌剧依旧基于Abba的音乐，这部歌剧的首场演出是在90年代初。
Agnetha和Frida在Abba解散之后，继续赢得了一些成功。Frida与菲爾·柯林斯录制了专辑《Something's Going On》。Agnetha重返他的独唱生涯，并与Wrap Your Arms Around Me合作。他们赢得了一些成功并在80年代发行了新专辑，但最终，Agnetha决定退休。Agnetha后来隐居，拒绝采访。Frida在1984年发行了专辑《Shine》（制作人是Steve Lillywhite），但她直到1996年才发行她的新专辑。她的瑞典语唱片《Djupa andetag》在瑞典赢得了巨大的成功——尽管在国外没人知道。
1982年，合作了近十二年的ABBA因为音乐合作方面的问题而解散了，之后Benny和Bjorn结识了英国音乐剧创作家Tim Rice，后两人决定以B＆B名义继续合作，将创作领域从流行领域转向音乐剧。80年代末90年代初，B＆B创作了一个音乐剧 《Chess》（象棋），6年后，他们又推出了《Kristina From Duvenata》（德夫玛拉来的克里斯蒂娜），在欧美等车获得了成功。Benny欣赏的古典音乐家包括 Handel、 Bach、 Vivaldi等。因为B＆B 将古典乐、瑞典传统民间音乐与福音音乐、灵歌、布鲁斯等美国根源音乐完美地融合在一起，使音乐剧有了更强的流行性与可听性。三年来，两人同伦敦交响乐团等世界某种交响乐团同台合作或演出，而无疑《Kristina From Duvenata》已成为新一代的世界经典音乐剧。然而B＆B并未就此满足，他们正准备将《克里斯蒂娜》译成英文。另个另一部名为《Mamma Mia》的音乐剧正在创作之中，其中也用了多首ABBA当年的流行作品，包括那着“Mamma Mia”。
Abba经历了1980年代的低谷，在1990年代重新甦醒过来。在一定程度上，这是一种讽刺——因为它不时髦而被人们怀念。现在人们认识到：当年Abba像一无是处的流行歌手一样并常被评论家批评，他们被朋克和新浪潮音乐的歌手所嘲笑，但事实上，他们对自己的音乐很了解——一首三分钟的流行歌曲——但在其中，别人做不到的东西，他们却做得很成功。Björn和Benny最终在2001年承认，曾经与由此与Ivor Novello合作写过音乐。许多以前的朋克和新浪潮音乐的艺术家公开承认和喜欢Abba——而这些，他们早年不愿意承认。
2004年4月6日三名前乐队成员（Björn, Benny and Frida）一起在伦敦公开露面——为了纪念赢得欧洲音乐网歌曲比赛冠军（1974年）30周年。他们再次在音乐剧Mamma Mia五周年纪念的舞台上一同露面。2004年4月Agnetha 发行了一张CD——主打歌曲为《My Colouring Book》，这张与平静中发布的专辑，拿到瑞典音乐榜Top Spot的冠军，而在德国也达到了榜单第6 。在芬兰达到白金销量。在英国，它的销量几乎能获得一张 银盘（silver disc）。2004年9月Frida与Jon Lord（原Deep Purple乐队成员）一同为新专辑录制了一首歌，并且在德国电视上频频露面。2004年11月，Björn接受了德国杂志《Bunte》的采访，乐队成员团聚不会让ABBA的众多歌迷满意，尽管全世界的众多歌迷都希望乐队能够团聚。
在2008年7月，斯德哥尔摩的Mamma Mia 节开幕式上，Abba的全部四位成员多年来第一次在公众场合集体露面。

## 重组
2018年4月27日，乐队宣布将发行两首单曲。乐队成员将会在与 NBC 和 BBC 合作的两小时电视节目中以全息影像的形式演出。
2021年9月2日，樂隊正式宣布推出全新錄音室專輯《Voyage》，收錄十首原創單曲，並率先發布兩首單曲I Still Have Faith In You及Don't Shut Me Down。整張專輯由Benny和Björn包辦製作，二人同日於倫敦宣布專輯將於同年11月5日正式發行，並透露將於2022年5月於倫敦舉行以樂隊全息影像演出之演唱會。

## 轶事
- 歌曲创作者Benny和Björn无法在纸上记谱（Notate music），只有Agnetha能够做到（这是在一次Dick Cavett对乐队的采访中被透露的）。[16]
- ABBA乐队被许多电视节目滑稽地模仿，包括French & Saunders，Not The Nine O'Clock News和Fast Forward。此外，"Alan Partridge"这个角色被演绎成一个ABBA乐队的超级歌迷，特别是在他的电视节目"Knowing Me, Knowing You with Alan Partridge"里，所有的主人和客人都是通过不同的ABBA乐队的歌曲来加以介绍。
- 在ABBA乐队的鼎盛时期，他们的唱片是瑞典最大宗的出口产品，甚至超过了沃尔沃（Volvo）汽车。
- 七十年代末当ABBA乐队的唱片在苏联销售的时候，由于（欧洲）对卢布（rouble）的禁令（embargo），他们的唱片收入只能以石油产品来支付。[17]
- 歌曲Chiquitita的所有版税被捐赠给联合国儿童基金会（United Nations International Children's Emergency Fund, UNICEF），这首歌曲被收录在"Music for UNICEF" 音乐会合辑唱片中，ABBA乐队在那场音乐会上作了现场演唱。[18]
- Edelweiss的畅销歌曲"Bring Me Edelweiss"（1989）采用了"S.O.S"的曲调和部分歌词。这件事引起了Björn，Benny和经理人Stig的论战 - Stig得到授权可以不与他人协商而使用ABBA的歌曲。
- 美國天后麥當娜的畅销歌曲"Hung Up"的前奏部份寄調了 ABBA 的作品 "Gimme!Gimme!Gimme!"。
- Mamma Mia!被提名为2002年度百老汇托尼奖（Tony Award）最佳歌舞剧。
- 2002年，ABBA被評為歌唱組合名人堂。
- ABBA樂隊的歌曲Money, Money, Money的副歌因為被日本電視節目黃金傳說作為『一個月一萬元節約生活』單元的背景音樂（開頭和結算，使用此歌也是為了表達要用一萬日圓存活一個月），導致這首歌成為了ABBA樂隊在日本知名度最高的歌曲，而因為ABBA是瑞典樂團，還導致有些日本人認為每個瑞典人都會唱Money, Money, Money。

## 美国／英国／德国／荷兰的单曲目录表格
|    |                                            | 英国       | 英国 | 英国   | 美国       | 美国 | 美国   | 德国       | 德国 | 德国  | 荷蘭       | 荷蘭 | 荷蘭   |
|    |                                            | Date       | Pos  | Wks    | Date       | Pos  | Wks    | Date       | Pos  | Wks   | Date       | Pos  | Wks    |
| -- | ------------------------------------------ | ---------- | ---- | ------ | ---------- | ---- | ------ | ---------- | ---- | ----- | ---------- | ---- | ------ |
| 01 | "Ring Ring" (1)                            | 13.07.1974 | 32   | 5 wks  |            |      |        |            |      |       | 23.06.1973 | 5    | 8 wks  |
| 02 | "Waterloo"                                 | 20.04.1974 | 1    | 9 wks  | 22.06.1974 | 6    | 12 wks |            | 1    |       | 13.04.1974 | 2    | 14 wks |
| 03 | "Honey Honey"                              |            |      |        | 12.10.1974 | 27   | 4 wks  |            |      |       | 21.12.1974 | 16   | 6 wks  |
| 04 | "I Do I Do I Do I Do I Do"                 | 12.07.1975 | 38   | 6 wks  | 27.03.1976 | 15   | 8 wks  |            |      |       | 22.03.1975 | 3    | 10 wks |
| 05 | "S.O.S."                                   | 20.09.1975 | 6    | 10 wks | 11.10.1975 | 15   | 8 wks  |            | 1    |       | 14.06.1975 | 2    | 10 wks |
| 06 | "Mamma Mia"                                | 13.12.1975 | 1    | 14 wks | 19.06.1976 | 32   | 4 wks  |            | 1    |       | 06.12.1975 | 13   | 7 wks  |
| 07 | "Fernando"                                 | 27.03.1976 | 1    | 15 wks | 25.09.1976 | 13   | 11 wks |            | 1    |       | 20.03.1976 | 1    | 12 wks |
| 08 | "Dancing Queen"                            | 21.08.1976 | 1    | 15 wks | 22.01.1977 | 1    | 15 wks |            | 1    |       | 14.08.1976 | 1    | 15 wks |
| 09 | "Money Money Money"                        | 20.11.1976 | 3    | 12 wks |            | 56   |        |            | 1    |       | 13.11.1976 | 1    | 12 wks |
| 10 | "Knowing Me Knowing You"                   | 26.02.1977 | 1    | 13 wks | 04.06.1977 | 14   | 10 wks |            | 1    |       | 26.02.1977 | 3    | 7 wks  |
| 11 | "The Name Of The Game"                     | 22.10.1977 | 1    | 12 wks | 28.01.1978 | 12   | 9 wks  |            |      |       | 29.10.1977 | 2    | 9 wks  |
| 12 | "Take A Chance On Me"                      | 04.02.1978 | 1    | 10 wks | 06.05.1978 | 3    | 14 wks |            |      |       | 28.01.1978 | 2    | 9 wks  |
| 13 | "Eagle" (2)                                |            |      |        |            |      |        |            |      |       | 20.05.1978 | 4    | 9 wks  |
| 14 | "Summer Night City"                        | 16.09.1978 | 5    | 9 wks  |            |      |        |            |      |       | 16.09.1978 | 5    | 9 wks  |
| 15 | "Chiquitita"                               | 03.02.1979 | 2    | 9 wks  | 08.12.1979 | 29   | 14 wks |            |      |       | 27.01.1979 | 1    | 13 wks |
| 16 | "Does Your Mother Know"                    | 05.05.1979 | 4    | 9 wks  | 09.06.1979 | 19   | 10 wks |            |      |       | 12.05.1979 | 4    | 8 wks  |
| 17 | "Voulez-Vous" (3)                          | 14.07.1979 | 3    | 11 wks |            | 64   |        |            |      |       | 21.07.1979 | 4    | 9 wks  |
| 18 | "Gimme Gimme Gimme (A Man After Midnight)" | 20.10.1979 | 3    | 11 wks |            |      |        |            |      |       | 27.10.1979 | 2    | 9 wks  |
| 19 | "I Have A Dream"                           | 15.12.1979 | 2    | 10 wks |            |      |        |            |      |       | 15.12.1979 | 1    | 11 wks |
| 20 | "The Winner Takes It All"                  | 02.08.1980 | 1    | 10 wks | 27.12.1980 | 8    | 16 wks |            |      |       | 02.08.1980 | 1    | 14 wks |
| 21 | "Super Trouper"                            | 15.11.1980 | 1    | 12 wks |            | 45   |        |            | 1    |       | 15.11.1980 | 1    | 10 wks |
| 22 | "Lay All Your Love On Me"                  | 18.07.1981 | 7    | 7 wks  |            |      |        |            |      |       |            |      |        |
| 23 | "One Of Us"                                | 12.12.1981 | 3    | 10 wks |            |      |        |            | 1    |       | 12.12.1981 | 1    | 9 wks  |
| 24 | "Head Over Heels"                          | 20.02.1982 | 25   | 7 wks  |            |      |        |            |      |       | 20.02.1982 | 4    | 6 wks  |
| 25 | "When All Is Said And Done"                |            |      |        | 06.02.1982 | 27   | 8 wks  |            |      |       | 20.02.1982 | 4    | 6 wks  |
| 26 | "The Day Before You Came"                  | 23.10.1982 | 32   | 6 wks  |            |      |        |            |      |       | 30.10.1982 | 3    | 7 wks  |
| 27 | "Under Attack"                             | 11.12.1982 | 26   | 8 wks  |            |      |        |            |      |       | 11.12.1982 | 5    | 6 wks  |
| 28 | "Thank You For The Music"                  | 12.11.1983 | 33   | 6 wks  |            |      |        |            |      |       | 12.05.1984 | 38   | 3 wks  |
|    | "Dancing Queen" (4)                        | 05.09.1992 | 16   | 5 wks  |            |      |        |            |      |       | 26.09.1992 | 15   | 5 wks  |
|    | "Waterloo" (5)                             | 17.05.2004 | 20   | ? wks  |            |      |        |            |      |       |            |      |        |
| 29 | "I Still Have Faith In You"                | 10.09.2021 | 14   | 2 wks  |            |      |        | 10.09.2021 | 3    | 2 wks | 11.09.2021 | 21   | 1 wk   |
| 30 | "Don't Shut Me Down"                       | 10.09.2021 | 9    | 2 wks  |            |      |        | 10.09.2021 | 5    | 2 wks | 11.09.2021 | 18   | 2 wks  |